# ハト (キュラソー)
ハト（Hato）は、オランダ王国の構成体のキュラソーにある村である。島の中央に位置し、カリブ海に面している。国勢調査の区域としてのハトの面積は14.66平方キロメートル、人口は44人（2011年国勢調査）。キュラソーの空の玄関口であるハト国際空港（キュラソー国際空港）が所在している。観光地の石灰岩で形成されたハト洞窟がある。

## 歴史
オランダ西インド会社はハトにプランテーションを建設した。ハトのプランテーションでは農業だけでなく売れ残った奴隷を収容する施設が存在した。1707年にプランテーションを貸し出すことが決まり、1716年頃に西インド会社の管理下から離れた。
1716年7月、147人の奴隷がキュラソーへ移送され、売れ残った80人がハトの収容所に入れられた。1716年10月、ハトの所有者であったChristiaen Mulderと妻子供が収容していた奴隷に殺害される事件が発生。80人の奴隷はすぐに逮捕され、5人の男性と1人の女性は火あぶりに、そのほかは車裂きの刑に処された。1750年7月5日、ウィレムスタットから逃亡して来た奴隷の一団がハトのプランテーションの奴隷を襲撃し、59人が殺害された。逃亡奴隷はプランテーションを支配下に置いたが、知事が派遣した軍隊に攻撃され47人が生け捕りとなった。そのうちの34人は後に死刑を宣告され斬首された。
1854年にキュラソーで奴隷制が廃止されると、プランテーションは消滅した。1920年代にキュラソーの空港建設の議論が持ち上がると、政府はかつてプランテーションがあった場所に滑走路を建設した。空港は当初「ハト国際空港」と呼ばれていたが、1954年1月5日にドクター・アルベルト・プレスマン国際空港へ改称された（その後キュラソー国際空港へ改称された）。
カリブ海地域最大と言われた老舗の売春宿カンポ・アレグレが空港の近くにあったが、新型コロナウイルス感染症の世界的流行によって2020年6月10日に閉鎖された。

## 気候
| ハトの気候                                                        | ハトの気候   | ハトの気候  | ハトの気候   | ハトの気候   | ハトの気候   | ハトの気候   | ハトの気候   | ハトの気候   | ハトの気候   | ハトの気候    | ハトの気候    | ハトの気候   | ハトの気候     |
| 月                                                                | 1月          | 2月         | 3月          | 4月          | 5月          | 6月          | 7月          | 8月          | 9月          | 10月          | 11月          | 12月         | 年             |
| ----------------------------------------------------------------- | ------------ | ----------- | ------------ | ------------ | ------------ | ------------ | ------------ | ------------ | ------------ | ------------- | ------------- | ------------ | -------------- |
| 最高気温記録 °C （°F）                                            | 35.8 (96.4)  | 32.8 (91)   | 33.2 (91.8)  | 34.7 (94.5)  | 36.1 (97)    | 37.5 (99.5)  | 35.3 (95.5)  | 37.4 (99.3)  | 38.3 (100.9) | 38.4 (101.1)  | 35.6 (96.1)   | 33.0 (91.4)  | 38.4 (101.1)   |
| 平均最高気温 °C （°F）                                            | 30.3 (86.5)  | 30.5 (86.9) | 31.0 (87.8)  | 31.6 (88.9)  | 32.2 (90)    | 32.5 (90.5)  | 32.4 (90.3)  | 33.2 (91.8)  | 33.4 (92.1)  | 32.7 (90.9)   | 31.6 (88.9)   | 30.6 (87.1)  | 31.8 (89.2)    |
| 日平均気温 °C （°F）                                              | 27.3 (81.1)  | 27.5 (81.5) | 27.9 (82.2)  | 28.7 (83.7)  | 29.2 (84.6)  | 29.4 (84.9)  | 29.3 (84.7)  | 30.0 (86)    | 30.1 (86.2)  | 29.5 (85.1)   | 28.6 (83.5)   | 27.7 (81.9)  | 28.8 (83.8)    |
| 平均最低気温 °C （°F）                                            | 24.2 (75.6)  | 24.4 (75.9) | 24.9 (76.8)  | 25.6 (78.1)  | 26.3 (79.3)  | 26.4 (79.5)  | 26.2 (79.2)  | 26.6 (79.9)  | 26.6 (79.9)  | 26.2 (79.2)   | 25.5 (77.9)   | 24.8 (76.6)  | 25.6 (78.1)    |
| 最低気温記録 °C （°F）                                            | 19.4 (66.9)  | 20.6 (69.1) | 21.3 (70.3)  | 21.6 (70.9)  | 22.0 (71.6)  | 22.4 (72.3)  | 22.0 (71.6)  | 21.0 (69.8)  | 21.7 (71.1)  | 21.2 (70.2)   | 21.9 (71.4)   | 20.2 (68.4)  | 19.4 (66.9)    |
| 降水量 mm （inch）                                                | 65.9 (2.594) | 38.1 (1.5)  | 25.5 (1.004) | 28.3 (1.114) | 21.0 (0.827) | 34.7 (1.366) | 46.2 (1.819) | 41.7 (1.642) | 62.6 (2.465) | 131.8 (5.189) | 164.9 (6.492) | 98.9 (3.894) | 790.4 (31.118) |
| 平均降水日数 （≥1.0 mm）                                          | 11.93        | 7.18        | 4.23         | 3.57         | 3.02         | 4.89         | 7.79         | 5.71         | 6.03         | 10.19         | 13.52         | 13.20        | 94.25          |
| 出典：meteo-climat-bzh (平均値：1991年-2020年、極値：1951年-現在) |              |             |              |              |              |              |              |              |              |               |               |              |                |